# Tarumaa
Koordinaten: 59° 13′ N, 27° 7′ O
Tarumaa ist ein Dorf (estnisch küla) im Kreis Ida-Viru (Ost-Wierland) im Nordosten Estlands. Seit Oktober 2013 liegt es in der Landgemeinde Lüganuse (Lüganuse vald). Bis zu deren Bildung lag es in der Landgemeinde Maidla (Maidla vald).

## Beschreibung und Geschichte
Das Dorf hat 8 Einwohner (Stand 2000). Es ist eine für die Gegend typische kleine Waldsiedlung. Sie wurde erstmals 1533 urkundlich erwähnt. In der Nähe des Dorfes, auf der Heide Kartuliaugunõmm, haben Archäologen einen unterirdischen Friedhof freigelegt.
Den Großen Nordischen Krieg und die anschließende Pestepidemie Anfang des 18. Jahrhunderts überlebte nur ein Einwohner Tarumaas. Er hatte den Namen Tenno. Alle Einwohner des Dorfes seit dieser Zeit stammten oder stammen von ihm ab.